# Halodiplosis hirsuta
Halodiplosis hirsuta är en tvåvingeart som beskrevs av Boris Mamaev 1972. Halodiplosis hirsuta ingår i släktet Halodiplosis och familjen gallmyggor.
Artens utbredningsområde är Uzbekistan. Inga underarter finns listade i Catalogue of Life.